# Изабелла Французская
Изабелла Французская, позднее прозванная «Французской Волчицей» (ок. 1295 — 23 августа 1358) — дочь французского короля Филиппа IV Красивого и Иоанны I Наваррской, с 1308 года — жена английского короля Эдуарда II, мать короля Эдуарда III. Сестра последних королей Франции из прямой ветви Капетингов: Людовика Х, Филиппа V и Карла IV. Вместе со своим любовником Роджером Мортимером возглавила баронский мятеж против мужа и свергла его с престола, осуществив первый конституционный парламентский переворот. Четыре года неофициально управляла страной вместе с Мортимером до совершеннолетия старшего сына. Эдуард III, используя своё родство через Изабеллу с французским королевским домом, предъявил претензии на французский престол, что послужило поводом для начала Столетней войны.

## Биография

### Детские годы
Год рождения Изабеллы, единственной оставшейся в живых дочери Филиппа IV и Жанны Наваррской, точно не установлен. Из документов, относящихся к её браку с Эдуардом II следует, что она родилась около 1295 года. Письменные источники указывают различные даты: 1288 год, 1292 год, июнь 1299 года. Наиболее распространено мнение, что она родилась между январём 1295 и январём 1296 годов, так как по каноническому праву замужество было возможно не ранее двенадцати лет. Биограф Изабеллы Элисон Уэйр считает вероятным, что она родилась между маем и ноябрём 1295 года.
О детстве Изабеллы сведений почти не сохранилось. Первые годы она провела в Париже, во дворце Сите. Её кормилицей и первой воспитательницей была Теофания де Сен-Пьер, привившая девочке любовь к литературе. Вероятно, принцесса была образована несколько выше среднего уровня. В ту эпоху женщины обыкновенно учились чтению и письму в монастырях. Изабелла, по крайней мере, умела читать: в позднейших книгах расходов существуют записи о приобретении книг для её личного пользования. Вопрос о том, умела ли она писать, остаётся открытым: после неё сохранилась обширная переписка, но письма, как было принято в то время, диктовались писцам.
В пору вступления в брак Изабелле было, вероятно, около двенадцати лет, и Годфруа Парижский отзывался о ней как о «красавице из красавиц … всего королевства, если не всей Европы». Это описание было, вероятно, не просто лестью, так как современники считали и отца Изабеллы, и братьев очень красивыми мужчинами. Изабелла, как говорили, была похожа на своего отца, а не на мать, королеву Наваррскую, женщину обыкновенной наружности. В течение её жизни отмечались также её очарование, ум и дипломатические способности, дар убеждать людей, склонять их на свою сторону.

### Брачные планы
Филипп IV посредством браков сыновей связал французский королевский дом с обеими Бургундиями — герцогством и графством. Единственная дочь короля предназначалась в жёны наследнику Эдуарда I. Брак был частью плана мирного урегулирования конфликта Франции и Англии из-за конфискации Филиппом Гаскони в 1294 году. В 1298 году папа Бонифаций VIII предложил двойную свадьбу: вдовствующий английский король Эдуард I должен был жениться на сестре Филиппа Маргарите, а его сын, будущий Эдуард II, — на Изабелле по достижении ею брачного возраста. После объединения двух королевских домов Гасконь возвращалась Англии. В договоре 1299 года, заключённом в Монтрейле, подробно рассматривались условия двух супружеских союзов. Этот договор 3 августа 1299 года был дополнен Шартрским договором. Изабелла получала в приданое 18000 фунтов, а после смерти Маргариты Французской ей должны были перейти земли (графство Понтье и сеньория Монтрейль), ранее принадлежавшие Элеоноре Кастильской. Однако в 1303 году Эдуард I начал искать другую невесту для сына. Филипп же несколько лет вёл войну во Фландрии и опасался, что снова будет вовлечён в боевые действия с Англией. Учитывая сложившиеся обстоятельства, французский король согласился передать Гасконь Англии. Договор между Францией и Англией, заключённый в Париже в 1303 году, утвердил статус Гаскони как владения английского короля с момента помолвки королевских детей, которая состоялась в день его подписания. Препятствием для заключения брака послужили споры по поводу обязательств сторон. Эдуард I скончался 7 июля 1307 года; перед смертью он приказал сыну жениться на Изабелле. Новый английский король, ведя войну в Шотландии, нуждался в длительном мире с Францией и не стал более откладывать женитьбу. 25 января 1308 года в соборе Булони состоялось бракосочетание Эдуарда II и Изабеллы Французской. На пышной церемонии присутствовало восемь королей и королев: сам жених, Филипп IV, Людовик, брат Изабеллы, после смерти матери — король Наварры, вдова Филиппа III Мария Брабантская, Альбрехт I и его жена Елизавета Каринтийская и Тирольская, неаполитанский король Карл II и вдова Эдуарда I Маргарита Французская.

### Первые годы брака.Гавестон
Будущий Эдуард II был самым младшим ребёнком Эдуарда I и Элеоноры Кастильской. Братья Эдуарда умерли ещё до его рождения, выжившие сёстры были значительно старше него. Поэтому король воспитывал сына вместе с десятью другими юношами из рыцарских родов. Одним из них был уроженец Гаскони Пирс Гавестон, отец которого воевал в войске короля во Франции и Уэльсе. Между молодыми людьми завязались тесные отношения. Большинство современных источников, не называя их гомосексуальными, подчёркивают необычную близость.
Некоторые современные историки, подчёркивая, что в браке у Изабеллы и Эдуарда было четверо детей, отрицают гомосексуальность английского короля и настаивают на платоническом характере его отношений с Гавестоном. Гавестон был в числе делегации, которая 7 февраля 1308 года приветствовала молодожёнов, когда они высадились в Дувре. Встреча Гавестона и Эдуарда II была необычайно тёплой, что произвело неприятное впечатление на дядьёв Изабеллы (графов д’Эврё и де Валуа), сопровождавших супругов в Англию. Позднее Эдуард передал Гавестону драгоценности, подарок Филиппа IV, и часть ювелирных изделий, составлявших приданое Изабеллы. В Дувре Изабеллу встретили знатнейшие дамы королевства, зачисленные в её штат. Среди них была Изабелла Вески, ставшая на многие годы доверенным лицом королевы. Первые годы супружеской жизни Изабеллы отмечены конфликтом между английским королём и его баронами, недовольными привилегированным положением Гавестона. Одним из поводов послужило то, что на коронации Эдуарда и Изабеллы (25 февраля 1308 года) Гавестон присутствовал одетый в пурпур, что было дозволено лишь особам королевской крови, и нёс корону Эдуарда Исповедника — честь, которая могла быть предоставлена только английскому дворянину самого высокого положения. Уже 3 марта Парламент призвал к изгнанию Гавестона. Среди тех, кто поддерживал баронскую оппозицию, были мачеха Эдуарда Маргарита, истратившая на кампанию против королевского фаворита 40 000 фунтов, отец его жены Филипп IV, архиепископ Уинчелси, угрожавший Гавестону отлучением, если тот не покинет Англию. Несколько недель спустя Эдуард II согласился на изгнание Гавестона. К неудовольствию баронской оппозиции, он назначил Гавестона своим наместником в Ирландии. Положение короля, пользовавшегося в начале своего правления большой популярностью, начало осложняться.
В 1310 году по постановлению Парламента на время шотландского похода Эдуарда правление страной было передано комитету из двадцати одного ордейнера, в который входили епископы и бароны. По возвращении короля, ордейнеры передали ему постановление (Ордонансы) из сорока одного пункта, обязательное для выполнения и, кроме прочего, ограничивающее его власть. В пункте двадцатом требовалось навсегда удалить Гавестона (вместе с королём принявшего участие в шотландской войне 1310 — 1311 годов), так как он давал королю «неправильные советы». Также Эдуард был обвинён Парламентом в неудачных действиях во время войны в Шотландии. Гавестон снова покинул Англию, но вернулся в марте 1312 года. Это нарушение постановления Парламента заставило баронов взяться за оружие: захватив Гавестона, они казнили его 19 июня 1312 года. Казнь Гавестона породила раскол среди ордейнеров, так как часть их сочла это действие бесправным и незаконным, и несколько усилила позиции короля, которому многие сочувствовали.
Нет сведений об участии Изабеллы в борьбе против Гавестона. Всё это время она находилась в тени. Муж проводил больше времени с фаворитом, чем с ней, и только напоминания короля Филиппа возвращали короля в семью. В первые месяцы ссылки Гавестона супруги воссоединились, Изабелла стала сопровождать мужа в поездках, они вместе провели Рождество 1308 года в Виндзоре. Финансовое положение Изабеллы также улучшилось, так как Эдуард стал выплачивать денежное содержание, полагавшееся ей. Известно, что на Рождество 1311 года королева послала жене Гавестона, Маргарет де Клер, ценные подарки. Зимой 1312 года Эдуард перенёс свой двор в Йорк. Отправив беременную Изабеллу во время баронской смуты в приоратство Тайнемут, Эдуард всецело занялся спасением Гавестона. Из ежедневных записей двора Изабеллы следует, что в тот период она вела активную переписку, в том числе и с мятежными баронами. Содержание писем неизвестно, предполагается, что это были попытки примирения с оппозицией, сделанные по просьбе Эдуарда. Как Изабелла восприняла казнь Гавестона свидетельств не осталось. Филипп IV счёл необходимым послать в помощь зятю своего брата графа Эврё во главе делегации законоведов для содействия примирению короля и оппозиции. В Англию для умиротворения баронов прибыли также легаты папы римского. В середине сентября 1312 года начались сложные переговоры, в которых участвовала и Изабелла, заслужившая репутацию миротворицы.

### 1312—1321 годы
13 ноября 1312 года Изабелла родила первого ребёнка — наследника престола Эдуарда. Скорбь Эдуарда, потерявшего Гавестона, несколько сократилась при рождении принца: «иначе, если бы король умер бездетным, корона непременно стала бы предметом для распри». 20 декабря 1312 года Эдуард, благодаря настояниям послов французского короля и папы римского, заключил мир с убийцами Гавестона, во главе которых стоял самый могущественный магнат Англии, двоюродный брат короля, Томас Ланкастер. По сообщению хрониста, «ссоры замерли, но ни одна из сторон не получила того, что искала». Эдуард не оставлял надежды отомстить за смерть фаворита.
Нет сведений о каких-либо недоразумениях между супругами в последующие десять лет после смерти Гавестона. Если они находились в разлуке, то регулярно обменивались посланиями. Как правило, письма короля были секретными, поэтому сразу по прочтении уничтожались. Вероятно, Эдуард ценил ум Изабеллы и её дипломатические способности, которые она уже успела проявить. Эдуард почтительно обращался с женой и щедро обеспечивал её. Ежегодно она тратила сверх полагавшегося ей содержания до 10000 фунтов.
В 1313 году Изабелла и Эдуард посетили Францию. Они были приглашены Филиппом IV на посвящение в рыцари братьев Изабеллы. Побывав в Гаскони, супруги направились в Париж. Путешествие было отмечено большим количеством праздников и несчастным случаем: во время пожара сгорел шатёр английской королевы, а сама Изабелла была ранена. Филипп IV пошёл на некоторые уступки зятю в гасконском вопросе и выразил готовность выдать ему денежную ссуду. Предполагается, что этот визит привёл к скандальным разоблачениям в королевской семье: Изабелла подарила богато украшенные кошели жёнам своих братьев. Позднее Изабелла заметила, что по-видимому кошели, подаренные ею невесткам, оказались у двух нормандских рыцарей — Готье и Филиппа д’Онэ, присутствовавших на пиру в Вестминстере, который был дан после возвращения короля и королевы в Англию. Изабелла заподозрила своих невесток в супружеской неверности, и, видимо, сообщила об этом королю Филиппу во время своего следующего визита во Францию в 1314 году. Возникло дело Нельской башни, в результате которого две невестки Изабеллы — Бланка и Маргарита Бургундские, обвинённые в супружеской измене, были осуждены на пожизненное заключение. Достоверно известно, что во время дела Нельской башни Изабелла находилась во Франции, до 19 марта — в Париже. Годфруа Парижский в 1317 году, прямо не называя дело Нельской башни, пишет, что Изабелла открыла много тайн «нашим государям». Ходили слухи, что именно она рассказала всё королю. Некоторые исследователи считают, что Изабелла выдала своих невесток, чтобы бросить тень на потомство братьев, намереваясь впоследствии потребовать французский трон для своего сына. Однако в таком случае Изабелла должна была предвидеть, что её братья, тогда ещё очень молодые люди, не вступят в новые браки или не будут иметь более потомства. Вообще нет никаких доказательств, что существовал такой заговор. Сама же поездка английской королевы во Францию весной 1314 года была вызвана необходимостью урегулирования гасконского вопроса.
В новой военной кампании на севере 24 июня 1314 года при Бэннокберне английские войска были разбиты шотландцами под предводительством Роберта Брюса. Эдуард, едва избежавший плена, обвинил в неудаче баронов. Приграничные английские владения подверглись набегам шотландцев. После поражения в Шотландии Томас Ланкастер фактически захватил власть в стране. В сентябре в Йорке на заседании Парламента Ланкастер поставил в вину Эдуарду несоблюдение Ордонансов, и, как следствие этого, поражение в войне. Король был вынужден согласиться на сокращение расходов по содержанию двора и администрации. Известно, что Изабелла приняла сторону мужа. Она укрепила свой союз с врагом Ланкастера Генри де Бомоном, сестра которого, Изабелла де Вески, придворная дама, была её близкой советницей. Бомоны в своё время были удалены от двора по требованию ордейнеров, королева вернула их. Кроме того, благодаря королеве, Эдуард в своей борьбе против Ордонансов пользовался советами законоведов Филиппа IV. Ланкастер обратился против Изабеллы, уменьшив её денежное содержание и преследуя её окружение. В 1315—1317 годах Англию, как и другие страны Северной Европы, поразил голод, в результате которого погибли тысячи людей, а страна испытала серьёзные финансовые проблемы. Известно, что, проезжая через Сент-Олбанс 9 августа 1315 года, король и королева с большим трудом приобрели хлеб. Указы Эдуарда о снижении цен на съестные припасы не могли облегчить положение страны.
Несмотря на рождение в 1316 году второго сына, Джона, положение Эдуарда было непрочным. Королева пригласила Ланкастера на крестины, предложив стать крёстным принца, однако Ланкастер отсутствовал на церемонии. Королева заняла более активную роль в управлении страной, принимая участие по разрешению Эдуарда в заседаниях Совета. В это же время увеличились её земельные владения, Эдуард пожаловал жене также некоторые поместья и земли, принадлежавшие Гавестону. Осенью 1316 года по настоянию жены король отменил избрание своего кандидата на место епископа Даремского Генри Стенфорда. Изабелла желала видеть епископом «совершенно неграмотного» (по мнению представителей даремской епархии) Льюиса Бомонта, брата Генри Бомонта и Изабеллы Вески, уверяя, что только он будет опорой короля в борьбе против шотландцев. Ещё одна попытка Изабеллы посадить на епископское кресло (в Рочестере) своего ставленника не увенчалась успехом. Её кандидат опять противостоял кандидату короля, и папа был чрезвычайно удивлён тем, что королева действует вопреки воле мужа.
В это же время в Оксфорде некий Джон Дейдрас объявил, что он настоящий король Англии, в младенчестве подменённый Эдуардом. Дейдрас изъявлял готовность доказать свою правоту в поединке с королём. Самозванец был схвачен и казнён, однако непопулярность Эдуарда была так велика, что многие верили в то, что он ненастоящий король. По сообщению автора «Жизнеописания Эдуарда Второго» инцидент с Дейдрасом глубоко обеспокоил королеву.
В 1318 году Изабелла участвовала в переговорах между Ланкастером, отставленным от власти из-за своей неспособности руководить, однако всё ещё представлявшим серьёзную угрозу, и королём. Ликский договор, подписанный 9 августа, обязывал Эдуарда соблюдать Ордонансы и подчиняться совету во главе с графом Пембруком. В состав совета вошёл и Хью Диспенсер-старший, противник Ликского договора. Его сын стал камергером, а позднее новым фаворитом короля.
В 1319 году Джеймс Дуглас, военачальник Роберта Брюса, предпринял попытку взять Изабеллу в заложницы. Королева вместе с детьми находилась неподалёку от Йорка в то время, как король осаждал Берик. Лишь случайно план Дугласа сорвался. Король, узнав об опасности, которой подверглась Изабелла, немедленно снял осаду Берика и ушёл в Йорк. Возможно, что целью шотландцев было как раз удаление короля от стен Берика. Подозрения в предательстве пали на одного рыцаря, Эдмунда Дарела, который был арестован и обвинялся в раскрытии местонахождения Изабеллы, но его вина так и не была доказана.
В 1320 году Изабелла сопровождала Эдуарда на континент. Английский король принёс в Амьене оммаж Филиппу V. Во время этого визита Эдуард заручился поддержкой брата жены в борьбе с баронской оппозицией и решил с ним вопрос о Понтье, где в это время профранцузская партия подрывала власть англичан.

### Возвышение Диспенсеров. 1321—1325
Близость к королю Диспенсеров послужила причиной новой вспышки недовольства. Старший Диспенсер имел репутацию человека «жестокого и алчного». Как считали многие, сын Хью Диспенсера-старшего был любовником короля. Диспенсер-младший имел неограниченное влияние на Эдуарда, по сообщению хроник, любое желание фаворита тут же становилось приказом короля. Семья фаворитов при поддержке Эдуарда вступила в конфликт с аристократией королевства. Сначала Хью младший, пользуясь своим положением, добился бо́льшей части наследства герцога Глостера, потом он сосредоточил внимание на землях Валлийской марки и, прежде всего, некоторых поместьях Роджера Мортимера, барона Вигмора. А после того, как Хью младший добился от короля решения о конфискации поместья Гоуэр у Джона Морбрея, лорды Марки объединились против Диспенсеров. Изабелла, в своё время терпевшая дружбу мужа с Гавестоном, не собиралась мириться с увлечением Эдуарда Диспенсером-младшим. Судя по некоторым фактам, она противостояла Диспенсерам. Так, по просьбе лордов Марки, королева вмешалась в ссору между аббатом Сент-Олбенса и приором одного из отделений обители, Уильямом Сомертоном, приняв сторону последнего, вызвавшего неудовольствие Диспенсера. Однако в своей борьбе против семейства фаворитов она не могла опереться на «недовольных» магнатов, так как оставалась верной королю. 14 июля Изабелле и двум сановникам короля была передана большая государственная печать, что свидетельствует о доверии, которое питал в то время к жене Эдуард. В июле 1321 года Изабелла родила свою вторую дочь Джоан. Роды происходили в замке Тауэр, так как ситуация в стране была на грани гражданской войны, и Эдуард посчитал, что королева будет в безопасности в хорошо укреплённой цитадели. 29 июля перед городскими стенами Лондона остановилось войско мятежных баронов во главе с Мортимером, намеревавшимся добиться изгнания Диспенсеров. Тауэр, где находилась королева с дочерью, был окружён. 1 августа к Мортимеру присоединились другие «несогласные» вместе с Ланкастером. Аймер де Валанс, глава «умеренных баронов», просил Изабеллу вмешаться, чтобы предотвратить военное столкновение. Королева публично на коленях умоляла мужа порвать с Диспенсерами, однако очень скоро Эдуард возвратил их ко двору .
После кратковременной передышки осенью 1321 года напряжённость между королём и баронами только возросла. Изабелла отправилась в паломничество в Кентербери, в ходе которого пожелала остановиться в замке Лидс, крепости, принадлежащей стороннику Ланкастера лорду Бэдлсмиру. Историки полагают, что визит королевы был неслучаен — возможно, Эдуард спровоцировал его, чтобы создать повод к войне. Королеву оскорбили, отказавшись принять её. Произошла стычка между охраной Изабеллы и гарнизоном замка, погибло шесть человек из свиты королевы. 3 октября 1321 года Изабелла послала королю письмо с требованием отомстить за смерть своих слуг. В конце того же месяца по приказу Эдуарда войска во главе с Пемброком осадили замок Лидс. В это время находившейся в Рочестере королеве снова была оставлена большая печать и доверен контроль над королевской канцелярией. Действия короля получили неожиданное одобрение как у большей части баронов, так и среди простого люда. Эдуард сам возглавил осаду, когда же 31 октября Лидс сдался, он казнил коменданта замка и его солдат. 1 декабря 1321 года лондонский сбор духовенства под нажимом Эдуарда аннулировал решение об изгнании Диспенсеров.
Стремясь закрепить успех, Эдуард вышел походом на оппозиционеров. В январе 1322 года армия Эдуарда близ Шрусбери вынудила капитулировать Мортимеров. В марте, после битвы при Боробридже был пленён Томас Ланкастер. Мортимеры были заключены в Тауэр. Ланкастер немедленно казнён: Эдуард и Диспенсеры праздновали победу.
За поражением баронской оппозиции последовали репрессии. Эдуард под влиянием Диспенсеров конфисковывал земли, ограничивал свободы, казнил и подвергал тюремному заключению членов семей мятежных магнатов, в том числе женщин и стариков. Хронисты осуждали жестокость наказаний. Папа Иоанн XXII безуспешно призывал Эдуарда умерить свой гнев. Среди притесняемых были и люди, близкие Изабелле. Известно, что королева успешно ходатайствовала о прощении одного из мятежников, лорда Новилла. Однако по сообщению Фруассара, Диспенсер, видя «неудовольствие королевы», побуждал короля действовать ещё более безжалостно.
Отношения королевы и Диспенсера-младшего ухудшились: он отказывал в выплате ей денежного содержания и не возвратил замки Мальборо и Девизес, переданные ею весной 1321 года соответственно Диспенсеру-старшему и союзнику короля Оливеру Ингхему. Некоторые авторы полагают, что Диспенсер-младший покушался на жизнь или честь Изабеллы. Отношение самого Эдуарда к жене стало заметно холоднее. Отсутствие имени Изабеллы в деловых бумагах с 1 ноября 1322 года по 18 сентября 1324 года свидетельствует о том, что она впала в немилость и была лишена финансовой поддержки.
В этом же году Изабелла попала в опасную ситуацию в ходе боевых действий с шотландцами. После очередного поражения, на этот раз при Старом Байленде, Эдуард отправился на юг, видимо, чтобы собрать новые войска. Изабелла со свитой осталась в приоратстве Тайнемут . Шотландцы совершали опустошительные набеги на северные земли Англии. В то время, как их армия продолжала продвижение на юг, Изабелла поделилась с мужем опасениями касательно своей личной безопасности и попросила вооружённой помощи. Эдуард первоначально предложил королеве выслать людей Диспенсера, она же, немедля отринув подобное предложение, настояла на том, чтобы прибыли войска, в преданности которых она не имела повода сомневаться. Однако, поспешно отступая к югу вместе с войском Диспенсеров, Эдуард выпустил инициативу из рук, в результате чего Изабелла оказалась отрезанной от него шотландцами, в то время как вдоль береговой линии курсировали корабли фламандцев, бывших союзниками шотландцев в этой войне. Ситуация становилась отчаянной. Чтобы не попасть в плен, Изабелла вынуждена была послать наперерез шотландцам сквайров из своей личной свиты, в то время как оставшиеся с ней рыцари сумели захватить корабль. Когда битва была в самом разгаре, Изабелла вместе с сопровождающими лицами сумела погрузиться на корабль. В результате этого поспешного отступления погибли две фрейлины из её свиты. Кораблю, на борту которого находилась королева, удалось уклониться от встречи с фламандским флотом. Изабелла благополучно высадилась в Йорке. Позднее, в 1326 году, королева обвиняла Эдуарда в том, что под влиянием Диспенсера он бросил её в Шотландии без помощи. По мнению некоторых исследователей Диспенсер не мог подвергнуть королеву и её свиту опасности умышленно: вместе с Изабеллой была и супруга королевского фаворита Элеонора. Американский историк Эдвард Льюис, считает, что ситуация, в которой оказалась Изабелла, была спровоцирована Льюисом Бомоном, епископом Дарема, протеже Изабеллы.

### Война в Гаскони
Согласно Парижскому договору король Эдуард как герцог Аквитании обязан был приносить вассальную присягу королю Франции за свои владения в Гаскони. За короткое время на французском троне сменили друг друга три брата Изабеллы. Эдуард избежал принесения присяги Людовику X и лишь под большим давлением присягнул Филиппу V. Когда же королём стал Карл IV, Эдуард, насколько это было возможно, откладывал поездку на континент, что провоцировало рост напряжённости в отношениях между двумя странами. Одной из спорных территорий было графство Аженуа. Военный конфликт начался в ноябре 1323 года после постройки французами бастиды в Сен-Сардо, части Аженуа, подчинённой Франции. Гасконцы под предводительством английского сенешаля Ральфа Бассета захватили и разрушили бастиду. Французские войска в отместку неудачно штурмовали замок Монпеза. После отказа Эдуарда выдать зачинщиков нападения на Сен-Сардо, Карл IV объявил Гасконь и Понтье конфискованными. Осенью 1324 года Карл Валуа захватил крепость Ла Реоль. Наместник английского короля, граф Кентский, был вынужден подписать перемирие на условиях, продиктованных Карлом Валуа. Французы заняли всю Аквитанию кроме прибрежных районов.
Конфликт между Англией и Францией повлиял на положение Изабеллы. В марте 1324 года муж перестал выплачивать ей денежное содержание. От королевы потребовали присяги на верность Диспенсеру-младшему — она отказалась. Осенью 1324 года все земли Изабеллы были конфискованы королём, а сумма, выделяемая на её личные расходы, уменьшена с 11000 до 1000 марок в год. В конце сентября 1324 года, когда парламент постановил изгнать всех французов с королевской службы, Изабелла лишилась своих слуг, находившихся с ней много лет и преданных ей. В октябре выплата денег на расходы королеве была передана в руки Диспенсеров. Троих младших детей Изабеллы передали на воспитание родственникам фаворитов, с тем, чтобы оградить их от влияния королевы-француженки. Карл IV, которому сестра жаловалась в письмах на своё положение, потребовал прекратить притеснения королевы, однако Эдуард не внял этому призыву.

### Отъезд Изабеллы во Францию
Несмотря на то, что личная встреча Эдуарда с французским королём могла благоприятно повлиять на ситуацию с Аженуа, тот по-прежнему отказывался покидать Англию даже на короткое время, опасаясь, что в его отсутствие бароны расправятся с Диспенсерами. Карл IV через папу сделал Эдуарду предложение: он готов отменить конфискацию земель, если английский король уступит Аженуа. Папа предложил в качестве посла королеву Изабеллу. Для неё неожиданно открылась возможность покончить со своим унизительным положением, и, чтобы не сорвать свою поездку во Францию, она старалась вести себя с Диспенсерами дружелюбно.
Весной 1325 года Изабелла прибыла в Париж. 30 мая был составлен мирный договор на жёстких для англичан условиях, содержавший всё же пункт о необходимости решения вопроса получения Аженуа королём Англии. Карл IV утвердил договор 31 мая, Эдуард II — 13 июня. По мнению Пола Доэрти, договор, неблагоприятный для Англии, мог послужить дискредитации власти Диспенсеров, к чему стремились и король Франции, и Изабелла со своими сторонниками. После подписания договора Эдуард пожелал, чтобы супруга возвратилась домой. Летом она переселилась из Парижа в замок Шатонеф, позднее останавливалась во множестве замков в окрестностях столицы. Так как деньги из Англии перестали приходить, Карл оплачивал расходы сестры. Эдуард, вероятно, собирался отправиться во Францию для принесения оммажа, однако 24 августа, уже находясь в Дувре, объявил, что болен. На континент король отправил делегацию, во главе которой стояли епископы Ричмонд и Стратфорд, в их задачу входила подготовка к церемонии принесения присяги.
2 сентября в Париже Изабелла подала Стратфорду идею о передаче прав на все английские владения на континенте наследному принцу, с тем, чтобы он прибыл для совершения оммажа. Эдуард II согласился на эту комбинацию, что стало неслыханной удачей для Изабеллы: её старший сын выводился из-под влияния Диспенсеров и становился заложником в руках своей матери. В сентябре 1325 года наследный принц принёс присягу, но, вопреки желанию Эдуарда II, Изабелла осталась вместе с сыном в Париже. Её двор стал центром притяжения для всех недовольных политикой Эдуарда II. По сообщению епископа Эксетера Степлдона, приехавшего на континент по заданию Эдуарда, при французском дворе собирались враги английского короля. Изабелла создала свой двор в изгнании, к которому присоединились самые высокопоставленные особы, в том числе Эдмунд Кентский, прибывший во Францию, чтобы жениться на кузине Роджера Мортимера, и Жан Бретонский, граф Ричмонд. Королева отказывалась видеть Степлдона и возвращала непрочитанными его письма. Степлдон должен был обеспечить королеву деньгами, но лишь в том случае, если она пообещает вернуться в Англию. Епископ спешно покинул Францию, так как опасался за свою жизнь.

### Связь с Мортимером. Подготовка ковторжению в Англию
Эдуард в письмах папе и Карлу IV напрасно выражал свою обеспокоенность по поводу отсутствия жены. Французский король отвечал зятю, что «Королева приехала по своей воле и может вернуться, когда ей угодно. Но если она предпочитает оставаться здесь, она моя сестра и я не могу выслать её». Изабелла, до того времени посылавшая в Англию королю и Диспенсеру дружелюбные письма, выказала неповиновение. Королева заявила, что она не вернётся, пока между ней и её мужем будет стоять третье лицо [Диспенсер]. С этого времени она одевалась как вдова, утверждая, что Диспенсер уничтожил её брак с Эдуардом. В одном из посланий королю Изабелла пригрозила вторжением в страну её союзников для свержения фаворита.
В декабре 1325 года умер Карл Валуа, на похороны приехала его дочь Жанна, графиня Геннегау. Вероятно, с графиней в Париж прибыл Роджер Мортимер, нашедший убежище в Геннегау. Нет никаких сведений, что Изабелла и Мортимер встречались во Франции ранее декабря 1325 года. Викторианские историки считали, что связь королевы с мятежным бароном началась задолго до её поездки во Францию, современные исследователи склоняются к версии, что любовниками они стали именно в конце 1325 года. Вступив в любовную связь, Изабелла не могла не понимать, насколько это опасно. Уже то, что она оставила мужа, пусть и провоцировавшего её, и удерживала сына, нарушало все условности того времени. Измена же могла привести её к гибели.
В начале января 1326 года Эдуард II через архиепископа Рейнольдса был извещён о том, что французский король предложил женить наследного принца на дочери Вильгельма де Эно и просил того о помощи в нападении на Англию. Вскоре Эдуард узнал и об измене жены. 8 февраля он выпустил воззвание о всеобщем сборе войск, где впервые связал имена Изабеллы и Мортимера. В том же месяце в Париже Изабелла, Мортимер и Кент вели тайные переговоры с послом Роберта Брюса графом Морэ. Возможно, партия королевы в обмен на прекращение набегов на северные земли Англии предлагала признать Брюса королём. Весной в Париж прибыли папские нунции, их задачей было примирение Изабеллы с мужем. Вероятно, условием возвращения королева выдвинула требования удалить от двора Диспенсеров и возвратить ей конфискованные поместья. Перспектива полюбовного соглашения не входила в планы Мортимера, который, по некоторым сведениям, обещал убить Изабеллу, если она вернётся в Англию. Условия, на которых Изабелла соглашалась вернуться, не были приняты ни Эдуардом, ни, тем более Диспенсерами. Не повлияло на Диспенсера и послание Иоанна XXII с указанием способствовать восстановлению мира между супругами. Тем временем Изабелла ускорила подготовку ко вторжению и вступила в переписку с недовольными правлением Эдуарда II в самой Англии. Однако её любовная связь стала широко известна, и королева потеряла расположение папы. Иоанн XXII направил Карлу IV эдикт с требованием не предоставлять более убежища любовникам. Современные хронисты считали, что Карл, получив предупреждение папы и поддавшись на уговоры Диспенсеров, намеревался отправить сестру в Англию. Но, скорее всего, французский король вёл более тонкую игру: ему, занятому войной в Гаскони, было выгодно остаться в тени. И когда, покинув Париж, Мортимер отправился в Эно, а Изабелла вместе с Кентом в Понтье, Карл не преследовал королеву и не выдал её маршрут Эдуарду II. Флот же, собранный в то время французским королём у побережья Нормандии, вполне мог отвлечь внимание его зятя от опасности, исходящей из Эно.

### Свержение Эдуарда II
Ещё в Париже Изабелла достигла предварительной договорённости с Вильгельмом де Эно и его женой о браке своего сына с одной из их дочерей. Приданое и полученные ранее средства от Карла IV пошли на оплату наёмников из числа жителей Брабанта, к которым добавился отряд под предводительством брата Вильгельма Иоанна. Граф в рамках брачных договорённостей предоставил также восемь военных кораблей и мелкие суда. Изабелла, возможно, заключила тайное соглашение с шотландцами о том, что они воздержатся от нападений на английские земли во время её похода против Эдуарда. По мнению исследователей, Изабелла осуществляла финансовую и дипломатическую подготовку вторжения, Мортимер же взял на себя военную часть операции. 22 сентября 1326 года Изабелла и Мортимер с небольшим отрядом отплыли в Англию из Дордрехта. Эдуард II был информирован о дате вторжения и предпринял меры для перехвата заговорщиков.
Уклонившись от встречи с флотом, посланным Эдуардом, отряд Изабеллы высадился у деревни Оруэлл (восточное побережье Англии) 24 сентября. По различным оценкам, вначале в распоряжении Изабеллы было от 300 до 2000 солдат, наиболее вероятная цифра — 1500. Изабелла написала воззвания к жителям городов Англии, в которых сообщала о своём возвращении и намерениях покарать виновных в смерти Ланкастера и изгнать Диспенсеров. Через некоторое время Изабеллу встретил Томас Норфолк, единокровный брат Эдуарда II, на земле которого высадились заговорщики. Сам граф Норфолк был назначен Эдуардом ответственным за сбор войск для оказания сопротивления вторжению. 27 сентября в Норфолке на службу королю явился отряд численностью лишь в пятьдесят пять человек.
Не встречая никакого сопротивления, мятежники дошли до Бери-Сент-Эдмундс и Кембриджа. В Кембридже к Изабелле и Мортимеру присоединился Генри Плантагенет, брат казнённого Томаса Ланкастера, со своими рыцарями. Весть о вторжении настигла короля в Лондоне 27 сентября. Призывы Эдуарда к объединению против мятежников не возымели действия. Ситуация в самом Лондоне стала опасной для короля из-за начавшихся волнений. Изабелла, продолжая движение на юг, достигла 2 октября Оксфорда, где она была «встречена как спасительница». Давний противник Эдуарда, епископ Херефорда Адам Орлетон, выступил в университете с речью о злодеяниях Диспенсеров. В тот же день Эдуард покинул Лондон и направился на запад в сторону Уэльса. Изабелла и Мортимер в союзе с Ланкастером объединили всех недовольных правлением короля в коалицию. 7 октября мятежники остановились у города Данстейбл. Лондон в то время был в руках восставших горожан. Епископ Степлдон, не понимая, что престиж королевской власти в столице уничтожен, попытался усмирить бунтовщиков, чтобы защитить свою собственность. Ненавидимый всеми как слуга Эдуарда, он был убит — голову Степлдона позднее прислали Изабелле её сторонники. События в Лондоне сильно взволновали королеву, так как в Тауэре, захваченном горожанами, находился её младший сын Джон, объявленный восставшими хранителем этой крепости и Сити, однако, в данный момент Изабелла была лишена возможности повлиять на события в столице. Эдуард 9 октября достиг Глостера. Изабелла с войсками пришла туда через неделю после мужа, который к тому времени успел пересечь границу с Уэльсом. 15 октября королева, поняв, что народ на её стороне, решила открыть свои истинные намерения. В этот день Орлетон в Уоллингфорде произнёс речь «Голова моя! Голова моя болит!», направленную уже против Эдуарда II.
18 октября Изабелла и Мортимер осадили Бристоль, где скрылся Диспенсер-старший. Город открыл ворота перед заговорщиками 26 октября, и королева наконец соединилась со своими дочерьми Элеонорой и Джоан, которых Диспенсер удерживал в Бристоле.
В то же время Эдуард и Диспенсер-младший пытались добраться по морю до Ланди, небольшого острова у берегов Девона. Однако из-за плохой погоды им пришлось вернуться в Уэльс. Имея в тылу уже верный ей Бристоль, Изабелла прошла до Херефорда, там она приказала Генри Плантагенету найти и арестовать Эдуарда. 16 ноября король и его фаворит были обнаружены и взяты под стражу около Ллантризанта. Хью Диспенсер-старший, захваченный в Бристоле, несмотря на несмелые попытки Изабеллы спасти его, под нажимом партии Ланкастеров был приговорён к четвертованию, повешению и обезглавливанию. Исследователи отмечают, что Изабелла всегда жаловалась только на действия Диспенсера-младшего и, похоже, не питала вражды к его отцу, но пойти против воли своих союзников она не могла. За «преступления, порочащие рыцарское достоинство» Диспенсера казнили в мантии с гербами, чтобы его герб «был уничтожен навсегда».
Тело его расчленили и бросили «на съедение псам». Эдмунд Фицалан, один из главных сторонников Эдуарда II, получивший земли конфискованные в 1322 году у Мортимера, был казнён 17 ноября.
Хью Диспенсер-младший был казнён 24 ноября в Херефорде при огромном стечении народа. Его повесили как вора, оскопили, четвертовали и отправили части тела в крупнейшие города Англии. Саймона Рединга, захваченного вместе с Диспенсером, повесили рядом с ним, обвинив в оскорблении Изабеллы. После казней ключевых фигур правления Эдуарда II, Изабелла и Мортимер стали проявлять сдержанность. Мелкие дворяне получили прощение, правительственные чиновники высокого уровня, большей частью назначенные на свои должности обоими Диспенсерами и Степлдоном, также остались на своих местах.

### Низложение Эдуарда II
Эдуард II временно находился под охраной Генри Ланкастера в замке Кенилворт. Большая королевская печать была передана Изабелле. Изабелла заняла Лондонский Тауэр и назначила мэром одного из своих сторонников. Тем не менее Эдуард всё ещё был королём и супругом Изабеллы. Ситуация оставалась напряжённой, королева опасалась, что сторонники Эдуарда освободят его. В ноябре был созван совет знати и духовенства в Уоллингфорде для определения дальнейшей судьбы Эдуарда. Обсуждался вопрос о лишении короля, несостоятельного правителя и причину будущих смут, жизни. Иоганн д’Эно, указав, что невозможно покушаться на жизнь помазанника божьего, предложил низложить Эдуарда и держать в заключении всю оставшуюся жизнь. На совете поднимался также вопрос о воссоединении супругов, так как Эдуард II просил вернуть ему семью. Однако, учитывая, что король в своё время угрожал убить Изабеллу, постановили отказать ему, что совпадало с желанием королевы. На январскую, 1327 года, сессию парламента, с целью соблюдения законности, Эдуард приглашался дважды, но он, прокляв всех участников заседания, отказался присутствовать. В парламенте доминировали приверженцы Изабеллы и Мортимера, возглавляемые Адамом Орлетоном. Сам Мортимер выступил с речью, в которой перечислил причины, повлёкшие за собой необходимость свержения Эдуарда. В Вестминстер-Холл впустили толпу горожан, настроенных против короля. Орлетон произнёс речь «Безумный король погубит свой народ», призвал присутствующих низложить Эдуарда и признать королём его сына. Толпа единодушно потребовала свержения Эдуарда II. Против высказались лишь архиепископы: Йоркский Уильям Мелтон, Лондонский Стефен Грейвсенд, Рочестерский Гамо Хит и Карлайлский Джон Росс., никто из бывших друзей и сторонников короля не посмел присоединить свой голос к протестам. Церемонию низложения провёл архиепископ Рейнольдс. Когда в зал ввели принца, лорды принесли ему оммаж, было отмечено, что епископы, протестовавшие против низложения, не участвовали в церемонии. По словам хрониста, Изабелла во время заседания «выглядела так, словно вот-вот умрёт от горя» и несколько раз принималась плакать. Принц Эдуард неожиданно заявил, что не примет корону против воли отца, и в течение нескольких дней никому не удалось убедить его изменить своё решение. В Кенилворт была направлена делегация из тридцати человек во главе с Орлетоном. Предварительно 20 января с Эдуардом встретились Орлетон, Стратфорд и Бергерш. Орлетон потребовал отречения от короля, заявив, что иначе парламент может отвергнуть его наследников и возвести на престол представителя другой семьи (подразумевался Мортимер). Угроза подействовала: Эдуард, рыдая, отрёкся от короны.
Принц Эдуард стал следующим английским королём, ввиду его несовершеннолетия был создан регентский совет, однако большое влияние на сына имела Изабелла. Известны имена двенадцати лордов, входивших в совет во главе с Генри Ланкастером, среди членов совета не упоминаются королева-мать и Мортимер. Тем не менее многие юристы утверждали, что Эдуард II, независимо от решения парламента, всё ещё является законным королём. Оставалась вероятность возвращения Эдуарда к власти с помощью его сторонников, и, при общеизвестной мстительности короля, положение Изабеллы было опасным.

### Смерть Эдуарда II
Дальнейшая судьба Эдуарда II и роль Изабеллы в ней до сих пор служат предметом горячих споров историков. Они согласны с тем, что низложенного короля из соображений безопасности было приказано перевезти из Кенилворта в замок Беркли, близ владений Мортимера в области Марки, под опеку Джона Мальтраверса и Томаса Беркли, зятя Мортимера. 23 сентября 1327 года Изабелла и Эдуард III, находившиеся в Линкольне, получили сообщение, что Эдуард II погиб в результате «несчастного случая». Мортимер был в это время в Уэльсе, исполняя обязанности главного судьи. За две недели до смерти Эдуарда он получил известия о заговоре, имевшем целью освобождение бывшего короля. По сообщениям хронистов, раскрытие заговора и решило судьбу Эдуарда II.
Согласно популярной легенде, Изабелла и Мортимер, решив покончить с Эдуардом, и, в то же время, избежать обвинения в убийстве, написали его тюремщикам двусмысленное письмо на латыни (лат. Eduardum occidere nolite timere bonum est). В зависимости от расположения запятой (перед или после timere), его можно было прочитать и как «Не бойтесь убить Эдуарда, это хорошо», и как «Бойтесь убить Эдуарда». На самом деле не существует твёрдых доказательств, будто было принято решение окончательно разделаться с Эдуардом, и ни малейших доводов существования подобного письма. Как отмечает биограф Изабеллы Э. Уэйр, королева и Мортимер в сентябре 1327 года находились в разных местах и не имели времени принять совместно соответствующее решение. По мнению Уэйр приказ об убийстве, если таковой был, исходил от Мортимера.
Тело Эдуарда II было захоронено в Глостерском соборе, его сердце положено в серебряную шкатулку и передано Изабелле. На церемонии похорон, состоявшейся 20 декабря 1327 года и проведённой со всей возможной пышностью, присутствовали Изабелла, Эдуард III, Мортимер и весь королевский двор.
Ходили слухи, что Эдуард выжил и находится где-то в Европе. Они нашли отражение в знаменитом письме Фиески, которое адресовано Эдуарду III и датируется концом 1330-х — 1340-ми годами. Существуют различные интерпретации обстоятельств как смерти, так и спасения Эдуарда II. Кроме того, современные историки сомневаются, что Эдуард был убит с помощью раскалённой кочерги. Считается, что Эдуард действительно умер в замке Беркли от болезни, вызванной заключением, либо был убит. Последующие же рассказы о его спасении были просто легендой, аналогичной тем, что были связаны с Жанной д’Арк после её смерти.
Однако некоторые историки имеют собственный взгляд на судьбу Эдуарда II. Пол Доэрти настаивает на том, что в письме Фиески рассказано о реальных событиях. Согласно ему, Эдуард бежал из замка Беркли с помощью некоего рыцаря Уильяма Окла, который появился в Европе под именем «Уильям Валлиец», чтобы отвлечь внимание от самого низложенного короля
. Иэн Мортимер, опираясь на документы той эпохи, начиная с 1327 года, утверждает, что Роджер Мортимер сам устроил побег Эдуарда из Беркли. По этой версии, после «побега» Эдуард жил в Ирландии, обрёл настоящую свободу после падения Мортимера и даже совершил путешествие по Европе, а после своей смерти был похоронен в Глостере. Элисон Уэйр, также используя письмо Фиески, утверждает, что Эдуард II бежал, убив одного из своих тюремщиков и в дальнейшем жил как отшельник. Согласно этой версии в Глостерском соборе был похоронен не Эдуард, а тот, кого он убил. Все авторы альтернативных версий судьбы низложенного короля сходятся во мнении, что в своих интересах Изабелла и Мортимер, зная, что он жив, официально объявили о смерти Эдуарда. Большинство же историков, в том числе Дэвид Карпентер, считают, что подобные предположения беспочвенны.

### Мирные договоры с Шотландией и Францией
В 1328 году сын Изабеллы, Эдуард III, вступил в брак с Филиппой Геннегау. Договорённость об этом была достигнута между Изабеллой и родителями Филиппы ещё в 1326 году. Пышная церемония бракосочетания состоялась в Йорке. У молодой королевы, вопреки обычаю, не было своего двора, не получила она от свекрови и земель, на владение которыми при жизни мужа имела право как королева-супруга. Коронация Филиппы была отложена на неопределённое время. Возможно, королева-мать намеренно держала невестку на заднем плане, опасаясь потерять своё влияние на сына и, вместе с ним, свою власть.
Вернув себе свои земли, Изабелла, несмотря на то, что её личное состояние значительно увеличилось, не остановилась на достигнутом, став одним из крупнейших собственников земли королевства. До Изабеллы никто из английских королев не вёл столь расточительный образ жизни. Доходы с владений королевы выросли с 4400 до 13333 фунтов в год, суммы по тем временам огромной. Уже в первые дни правления Изабелла получила из королевской казны около 12000 фунтов, а вскоре, под предлогом погашения внешнего долга, ещё 20000 фунтов. Изабелле также требовались значительные средства для вознаграждения своих союзников. Мортимер также сосредоточил внимание на увеличении своих владений, в основном за счёт земель Валлийской марки. Невозможно определить степень участия Мортимера в делах управления страной, так как он правил совместно с Изабеллой и не занимал никакого официального поста. По мнению Э. Уэйр, сотрудничество королевы-матери и её фаворита основывалось на взаимном доверии, и они «разделили между собой сферы влияния».
Во время регентства Изабелле пришлось столкнуться с решением внешнеполитических проблем, оставшихся в наследство от предыдущего правления. Весной 1327 года шотландцы возобновили набеги на северные земли королевства. Летом этого же года англичане начали новую военную кампанию против непризнанного ими короля Роберта Брюса. Войско под предводительством молодого короля в течение трёх недель преследовало отряды Дугласа и Рэндольфа, но до решающей битвы дело не дошло. Измотанные безрезультатной погоней, англичане были вынуждены вернуться на юг. Тем временем Дуглас осадил сначала Дарем, затем Алинк и Норгем, а Роберт Брюс вторгся в Нортумберленд. Изабелла предпочла решить проблему дипломатическим путём. В октябре 1327 года королевские посланники тайно посетили Брюса в Норгеме, чтобы узнать его условия. Эдуард III первоначально был против мирного договора, однако в конечном счёте уступил. В результате был заключён Нортгемптонский договор. Согласно ему, дочь Изабеллы Джоан Тауэрская выходила замуж за наследника шотландского престола Давида, а Эдуард III отказывался от претензий на шотландские земли, в обмен на обещание военной помощи против любого противника, кроме французов, и 20000 фунтов компенсации за рейды по северным районам страны. Несмотря на то, что в результате соглашения северные земли страны были в безопасности, оно не добавило популярности правлению Изабеллы. Сам король, уступивший нажиму матери, не упускал случая продемонстрировать своё недовольство договором. Кроме того, большая часть шотландских денег поступила не в королевскую казну, а осталась у Изабеллы.
Второй внешнеполитической проблемой была ситуация с гасконскими землями. Изабелла и здесь решила вопрос с помощью переговоров. По мирному договору, заключённому в Париже, часть Гаскони без Аженуа, возвращалась Англии, в обмен на 50000 фунтов компенсации
. Потеря Аженуа, также как и мирный договор с Шотландией, лишь усилила непопулярность Изабеллы и Мортимера.
Генри Ланкастер был одним из первых, кто порвал с Изабеллой и Мортимером. Возмущённый заключённым в Нортхемптоне договором, а также тем, что земли графства Линкольн, принадлежавшие ранее его брату, были поделены между Изабеллой, Мортимером и его сыном, в 1327 году Ланкастер покинул двор. Пользуясь поддержкой населения Лондона и некоторых магнатов, он открыто встал во главе оппозиции.
Изабелла провела реформу королевской администрации и местных правоохранительных органов, в которой нуждалась страна после беспорядков правления Эдуарда II. 28 апреля 1328 года, после смерти последнего брата Изабеллы Карла, Эдуард III, поддерживаемый матерью, предъявил претензии на французский престол. Во Францию было направлено английское посольство, которое потребовало официального признания его прав. Однако пэры Франции игнорировали притязания Эдуарда, заявление которого осталось символическим. Королевская казна была пуста, положение в стране в связи с переходом Ланкастера в оппозицию было близко к гражданской войне. В этой ситуации невозможно было пойти на военные действия, Изабелла ограничилась тем, что переориентировала внешнеполитические связи на ближайших соседей и соперников Франции — Брабант, Гельдерн, Кастилию, Наварру. В ноябре 1328 года она ответила послам Филиппа VI, что Эдуард III, сын короля, никогда не принесёт оммажа сыну графа. Когда в отместку Филипп VI присвоил доходы с гасконских земель, обеспокоенные английские магнаты просили королеву действовать более осмотрительно.
В 1329 году Эдуард III, следуя уговорам матери, принёс Филиппу VI вассальную присягу, впрочем, было решено, что это будет так называемый условный оммаж (без обязательств по несению военной службы), который не помешает впоследствии претендовать на корону Франции. Хронисты XIV века (например, Джеффри Бейкер) расценили позицию Изабеллы как предательство по отношению к сыну, однако в то время ситуация не позволяла вступать в конфликт с Францией, и королева-мать понимала это.

### Падение и казнь Мортимера
Осенью 1328 года Мортимеру был присвоен специально созданный для него титул — графа Марч. Включение Мортимера в число эрлов (титул Earl, в отличие от Count, считался выше рангом) вызвало недовольство магнатов королевства, и, прежде всего, Лестера. По словам современников, после получения титула Мортимер стал вести себя как король. Королева-мать через сына дала ему разрешение содержать вооружённую свиту. Сто восемьдесят валлийцев, сопровождавших графа Марки повсюду, причиняли немало бед не столько его врагам, сколько мирным людям. Годовой доход Мортимера составлял 8000 фунтов, он жил в неслыханной роскоши. Королева закрывала глаза на дерзость своего любовника и, вероятно, передала ему главенство в делах управления.
В конце 1328 года Генри Ланкастер решился на вооружённое выступление против Изабеллы и Мортимера. Он угрожал выдвинуть в Парламенте обвинения против последнего в преступном сговоре с шотландцами при заключении мирного договора. Королевскими силами командовал Мортимер, в поход отправились также Изабелла и король Эдуард. В январе 1329 года Мортимер взял крепость Ланкастера Лестер, а затем — Бедфорд. Ланкастер, оставленный союзниками после взятия Лестера, был вынужден капитулировать. Он избежал смерти, но был подвергнут колоссальному штрафу. Некоторые мятежники, например, бывший сторонник королевы Генри де Бомон, потерявший огромные земельные владения в Шотландии, — бежали во Францию. Тех же, кто остался в Англии, Изабелла помиловала. Весной 1330 года Эдмунд Кентский, считавший, что его сводный брат жив, попытался организовать свержение Мортимера. Заговор был быстро раскрыт, арестованы граф Кентский и несколько его сторонников — в том числе Саймон Мэпехем, архиепископ Кентерберийский. Прошение о помиловании Эдмунда Кента было отклонено, Изабелла настояла на его казни. Городской палач отказался привести приговор в исполнение, дядю короля казнил преступник, которому за это было даровано помилование.
Некоторые исследователи предполагают, что в конце 1329 года Изабелла забеременела. Элисон Уэйр говорит о беременности королевы с осторожностью: дважды, в 1329 и 1330 годах, королева составила завещание, до этого она поступала так однажды, когда носила своего первого ребёнка. Ребёнок Мортимера и королевы, если бы он появился на свет, был бы осложнением для Изабеллы и опасен для короля. Уэйр предполагает, что обе беременности Изабеллы закончились выкидышами.
Тем временем молодой король, отстранённый Мортимером от власти, тайно объединил вокруг себя его противников из числа деятелей церкви и дворян. Король раскрыл свои замыслы относительно свержения Мортимера только самым надёжным соратникам — Уильяму Монтегю и Ричарду Бери. Осенью 1330 года Изабелла и Мортимер, окружённые вооружённой свитой, обеспечивавшей их безопасность, прибыли в замок Ноттингем. 18 или 19 октября Мортимер, в связи с полученными сведениями о новом заговоре, вызвал на совет и допросил Монтегю и его друзей. Мортимер обвинил Эдуарда, присутствовавшего на совете, в сговоре против него. Король и Монтегю всё отрицали. После совета Монтегю посчитал, что настало время для решительных действий и убедил короля нанести удар. Ночью 19 октября 1330 года вооружённые дворяне из свиты короля проникли в замок через потайной ход. Изабелла, Мортимер и другие члены королевского совета обсуждали возможность ареста Монтегю, когда появились люди короля. Король, не желая показываться на глаза матери, встал у дверей апартаментов Изабеллы. Мортимер оказал сопротивление, убил одного из нападавших, но был схвачен. Изабелла тщетно умоляла сына «пощадить доброго Мортимера».
В ноябре был созван Парламент, который осудил Мортимера на смерть за государственную измену. В ходе судебного разбирательства Изабелла изображалась невинной жертвой, а о её связи с Мортимером не упоминалось вовсе. Мортимера казнили через повешение в Тайберне, особая милость короля заключалась в том, что его труп не расчленили для рассылки по крупнейшим городам страны, как было в обычае эпохи.

### Последние годы
Сразу после переворота Изабелла находилась под арестом в Беркхамстедском замке, а затем, до 1332 года — в Виндзорском замке, потом поселилась в замке Райзинг в Норфолке. Викторианский историк Агнес Стриклэнд утверждала, что в это время Изабелла страдала от внезапных приступов безумия, но современные исследователи предполагают, что у неё был лишь нервный срыв после потери Мортимера. В это время она находилась под наблюдением врача. Весной 1332 года она обрела частичную свободу, получив разрешение покинуть Виндзор, и присоединилась ко двору.
Изабелла оставалась очень богатой, несмотря на то, что после потери власти передала свою вдовью часть сыну, взамен ей были выделены другие земли. В 1331 году ей былo назначено годовое содержание в размере 3000 фунтов, которое увеличилось в 1337 году до 4000 фунтов. Она вела роскошную жизнь в Норфолке, в её свите кроме придворных дам и рыцарей также состояли егеря, конюхи, служащие в количестве тридцати трёх человек, большое количество слуг. Жители ближайшего к замку Райзинг города Бишопс-Линн обязаны были безвозмездно поставлять туда некоторое количество провизии. Также королева-мать получала четверть от суммы таможенных пошлин Линнского порта. Эдуард виделся с матерью два-три раза в год, в остальное время он переписывался с ней и посылал подарки. Королева увлекалась литературой, особенно легендами о короле Артуре, и коллекционированием драгоценностей и святых реликвий. Возможно, что королева в конце своей жизни проявляла интерес к астрологии и геометрии, так как однажды она получила в подарок медные квадранты. В 1337 году Эдуард вернул матери доходы от Понтье и Монтрейля, а также право распоряжаться имуществом по своему усмотрению.
С годами Изабелла сблизилась со своей дочерью Джоан, особенно после того, как та стала жить раздельно с мужем, Давидом Шотландским. Она очень любила своих внуков, особенно же сблизилась со старшим — Эдуардом. Получив с годами относительную свободу, Изабелла с принцем Эдуардом посетила ряд святых мест. Королева-мать по-прежнему участвовала в жизни королевского двора и принимала много посетителей. Дружеские отношения связывали её с дочерью Роджера Мортимера Агнес Мортимер, графиней Пемброк, и внуком Мортимера, также Роджером Мортимером, которому Эдуард III вернул титул графа Марки. В 1348 году планировался визит Изабеллы во Францию для участия в мирных переговорах, но, в конечном итоге, поездка не состоялась. Известно, что Изабелла, следуя желанию папы, уговорила сына в 1354 году освободить герцога Бретонского, удерживаемого им в качестве заложника.
В последний раз королева-мать появилась на официальном торжестве в апреле 1358 года на рыцарском турнире в Виндзоре, посвящённом празднованию дня Святого Георгия. Изабелла была в платье из шёлка, расшитом серебром, тремястами рубинами, жемчугом и золотыми шнурами в количестве одной тысячи восьмисот.
В 1358 году Изабелла вступила в Третий орден святого Франциска, члены которого не связывали себя монашескими обетами, но соблюдали ряд францисканских обрядов в своей жизни. Облачение терциариев королева-мать носила под верхней одеждой. Последний год жизни она посвятила благотворительности, помогая школярам Оксфорда, в праздники раздавая милостыню ста пятидесяти нуждающимся, обеспечивая тринадцати нищим ежедневное питание, ещё троим — стол три раза в неделю.
Изабелла умерла 22 августа 1358 года в замке Хартфорд. Она завещала часть своего имущества, в том числе замок Райзинг, принцу Эдуарду, а некоторые личные вещи своей дочери Джоан. Её тело было перевезено в Лондон и захоронено во францисканской церкви в Ньюгейте. Пышная церемония состоялась 27 ноября, процессия прошла через весь Лондон, за гробом первым следовал принц Уэльский — ближайший из родственников, присутствовавших на похоронах. Заупокойную службу вёл архиепископ Кентерберийский Саймон Айлип. Изабелла была похоронена в свадебной мантии и францисканском платье. По просьбе королевы серебряная шкатулка, в которой хранилось сердце Эдуарда II, была положена в её гроб. На могиле скульптором Агнес Рэмси было сооружено мраморное надгробие (установлено в 1359 году) с алебастровой статуей королевы. Памятник пострадал во время Реформации, позднее лорд-мэр Лондона вместе с несколькими другими статуями и надгробиями продал его, и следы скульптурного портрета королевы затерялись. Во время Второй мировой войны постройка на Ньюгейт-Сити была разрушена немецкой авиацией, могила Изабеллы Французской не сохранилась.

## Образ Изабеллы в искусстве
Начиная с «Эдуарда II» Кристофера Марло, Изабелла изображалась в литературе как коварная и мстительная красавица. В 1991 году Дерек Джармен поставил по пьесе Марло одноимённый фильм, где Изабеллу играет Тильда Суинтон. Английская королева предстала в образе «роковой женщины», чья безответная любовь к Эдуарду толкает её на мятеж против короля.
Поэт XVIII века Томас Грей, соединив королеву из пьесы Марло с Маргаритой Анжуйской из хроники Шекспира, где та названа «Французской волчицей», создал поэму антифранцузской направленности The Bard, в которой Изабелла разрывает внутренности Эдуарда II своими «безжалостными клыками».
Эпитет «Волчица» закрепился за Изабеллой Французской и повторно использовался Бертольтом Брехтом в «Жизни Эдуарда II в Англии».
Кроме того Изабелла появляется в романах Элеонор Хибберт The Follies of the King и The Vow on the Heron, вышедших под псевдонимом Джин Плейди. Унаследовавшая от отца жестокость, Изабелла одержима желанием уничтожить Эдуарда II и его фаворитов более из-за гордости, чем из-за неразделённой любви. После убийства Эдуарда она не знает покоя от ночных кошмаров и в бессонные ночи страдает от сознания своей вины. Опьянённая властью, Изабелла не желает передавать её сыну. Как и в реальной истории, Изабеллу и Мортимера свергает Эдуард III.
Изабелла стала героиней романов М. К. Барнз «Изабелла Прекрасная» (1957), Э. У. Грем «Обеты Павлина» (1956), Э. С. Холт «Лорд Марки, или история Роджера Мортимера — рассказ о четырнадцатом веке» (1884), С. Ховач «Кешельмара» (1974), Х. Льюис «Королева-распутница» (1970), Д. Гербер «Ангел, стоящий на солнце» (2016).
Изабелла Французская — одно из действующих лиц цикла романов Мориса Дрюона «Проклятые короли». В романе «Железный король» английская королева играет ключевую роль в разоблачении любовных связей её невесток Маргариты и Бланки Бургундских. В романе «Французская волчица» подробно рассказывается о баронском мятеже против Эдуарда II, который возглавили Изабелла и Роджер Мортимер. Цикл романов «Проклятые короли» экранизировался дважды, в 1972 году роль Изабеллы сыграла Женевьева Казиль, а в 2005 — Жюли Гайе.
Второе значение эпитета "Волчица" имеет латинские корни и выражает оценку женщины, обвинившей невесток в адюльтере, но подверженной тому же греху.
Но самый знаменитый образ Изабеллы в кинематографе был воплощён французской актрисой Софи Марсо в раскритикованной историками драме «Храброе сердце». В фильме, в отличие от сложившейся традиции, Изабелла — положительный персонаж. Однако её роман с Уильямом Уоллесом, якобы настоящим отцом Эдуарда III, — выдумка: Уоллес был казнён за год до приезда Изабеллы в Англию и за пять лет до рождения будущего английского короля.
Элисон Уэйр в биографии Изабеллы, вышедшей в 2005 году, используя свидетельства очевидцев и архивные документы, попыталась нарисовать более объективный портрет английской королевы.
Изабеллу Французскую также сыграла британская актриса Женевьев Гонт в сериале «Падение Ордена» (2017—2019 гг., всё ещё снимается в настоящее время).

## Портреты Изабеллы Французской
Сохранились портреты Изабеллы, как миниатюрные в рукописях XIV и XV веков, так и скульптурные. Однако многие из них передают лишь символический образ королевы. В монастыре Беверли (Йоркшир) одна из скульптурных консолей (женская голова в короне и покрывале) считается её портретом. Лицо женщины из Беверли очень похоже на скульптурные портреты Филиппа IV, Людовика X и Филиппа V с надгробий в Сен-Дени. Фигура женщины в короне и со скипетром среди изваяний на гробнице Джона Элтемского, возможно также изображение королевы-матери.

## Дети
В браке с Эдуардом II Изабелла родила четверых детей:
- Эдуард III, король Англии (13 ноября 1312 — 21 июня 1377)
- Джон Элтемский, граф Корнуолл (15 августа 1316 — 13 сентября 1336)
- Элеонора Вудсток (18 июня 1318 — 22 апреля 1355), супруга (с 1332) Рейнальда II Гельдернского
- Джоан Тауэрская (5 июля 1321 — 7 сентября 1362), супруга (с 1328) Давида II, короля Шотландии

В конце 1314 года, согласно отчётам королевского Гардероба, Изабелла пользовалась услугами врачей. Исходя из этих данных Дж. Э. Триз, сделал вывод, что в это время у королевы был выкидыш или она родила мёртвого ребёнка. Роберт из Рединга утверждает, что в 1319 году в Йорке Изабелла родила дочь, названную Джоан. Кроме него об этом ребёнке Эдуарда и Изабеллы не упоминает ни один хронист.

## Комментарии
1. ↑  Свадьба описана в «Лондонских анналах» (Annales Londoniensis) и «Анналах святого Павла» (Annales Paulini)
2. ↑  Например: «Анналы святого Павла», «Жизнеописание Эдуарда Второго», Хроника Джона Трокелоу и Генри Бленфорда, «Лейнеркостские хроники», где отношения между двумя мужчинами характеризуются как неуместные, а также «Хроника из Мо», где прямо говорится о содомии.
3. ↑  Здесь понятие «барон» относится не к конкретному титулу, а обозначает дворян высокого происхождения.
4. ↑  Инцидент описан в «Анналах святого Павла».
5. ↑  В «Анналах святого Павла» также сказано, что французские дворяне, посланные королевским двором для участия в коронационных торжествах, говорили, что Эдуард предпочитает делить ложе с Гавестоном, а не с женой.
6. ↑  Английский парламент в то время ещё сравнительно молодое учреждение. С 1259 года регулярно собирались советники короля и представители баронов. После 1265 года в Парламент вошли также представители средних и низших феодалов и городских общин. Подробно вопрос развития Парламента в этот период освещается в работе Карла-Фридриха Кригера.
7. ↑  Об этом сообщают «Нидерландская хроника», Scalacronica, «Хроника графа Фландрии» и Жан де Прей.
8. ↑  Подобные предположения высказаны Холлемом (Hallam. Capetian France), Ланглуа (C. V. Langlois), Фотье (Fawtier. R. Les Capetiens de France: leur role dans sa construction)
9. ↑  По сообщению Полидора Вергилия, заговорщики высадились в графстве Суффолк у деревни Оруэлл (Orwel), где задержались на несколько дней. «Хроники Фландрии» местом высадки называют морской порт Норвелл (Norwell) (Хроники Жана Фруассара Архивная копия от 28 июня 2011 на Wayback Machine примечание 8).
10. ↑  По другим сведениям против были архиепископ Мелтон и епископы: Лондонский, Рочестерский и Вустерский (см. Уэйр, с. 355). Вообще источники описывают эту сессию Парламента довольно противоречиво (см. Уэйр, Примечания и ссылки, с. 608)
11. ↑  Иэн Мортимер уверен, что у Изабеллы и Роджера Мортимера был ребёнок.